# Nitro spojine
Nitro spojine so organske spojine, ki vsebujejo eno ali več funkcionalnih skupin, nitro (-NO2). Pogosto so zelo eksplozivna, še posebej, če spojina vsebuje več kot eno nitro skupino in nečistočo. Nitro skupina je ena od najpogostejših sestavin (funkcionalna skupina, ki omogoča eksploziv), ki se uporabljajo po vsem svetu. Ta lastnost tako nitro in skupine nitratov, ker je njihov termični razpad dobimo molekulsko plin dušik N2 plus veliko energije, zaradi visoke trdnosti obveznega molekularnega dušika.
Aromatske nitro spojine običajno sintetiziramo z delovanjem mešanice dušikove in žveplove kisline na organske molekule.
Ena proizvaja v velikem obsegu, daleč, je nitrobenzenu. Mnogi so eksplozivi, ki proizvaja nitracijo vključno trinitrofenolne, trinitrotoluena (TNT) in trinitroresorcinol (stifnična kislina).

## Pojavljanje v naravi
Kloramfenikol je redek primer naravno pojavljajoče nitro spojine. Vsaj nekaj naravnih nitro skupin nastane z oksidacijo amino skupin.  2-nitrofenol je združevanje feromonov.
Le dve izmed alifatskih nitro spojin so znane v naravi. 3-Nitropropionic kisline najdemo v gobi in rastlini (Indigofera). Nitropentadecene je na voljo v termitni obrambi.
Veliko oblik odvisnih encimov so sposobni oksidacijskih alifatskih nitro spojin je manj toksičnih aldehidov in ketonov. Nitroalkane oksidaza in 3-nitropropionate oksidaza oksidira alifatske nitro spojine izključno, ker drugih encimov, kot so glukoza oksidaze imajo druge fiziološke substrate 
.

## Priprava
V organski sintezi obstaja več različnih načinov  za pripravo nitro spojine.

### Alifatske nitro spojine
Nitrometan, nitroethane in nitropropanes se proizvajajo industrijsko z obdelavo propana z dušikovo kislino v plinski fazi. Nitrometan lahko izdelamo v laboratoriju z obdelavo natrijevega kloroacetat z natrijevim nitritom in tvorijo natrijev bikarbonat in natrijev klorid kot stranskih produktov.

### Aromatske nitro spojine
V klasičnem elektrofilno substitucijsko reakcijo, dušikova kislina in žveplova kislina proizvodnjo nitronijevih ionov, ki reagira z aromatskimi spojinami v aromatičnih nitriranj. Druga metoda, ki se začne s halogenimi fenolov, je Zinke Nitracija.

### Reakcije
Nitro spojine sodelujejo v več organskih reakcijah, med katerimi je najpomembnejša njihovo nižanje ustreznih aminov:
RNO2 + 3H2 → RNH2 + 2H2O
Skoraj vsi aromatski amini (anilini) izhajajo iz nitroaromatics.

## Alifatske nitro spojine
- Alifatska nitro spojina zmanjša amine s solno kislino in železom katalizatorja
- Nitronates so tavtomerne oblike iz alifatskih nitro spojin.
- Hidroliza soli nitro spojine aldehidov pridelka ali ketonov v Nef reakcije
- Nitrometan dodaja aldehidov v 1,2-tega v nitroaldol reakcije
- Nitrometan dodaja alfa-beta nenasičenih karbonilnih spojin, kot 1,4-tega v Michael reakcije kot Michael darovalca
- Nitroethylene je Michael Prevzemnik v Michael reakciji z enolat spojin

V nukleofilnim alifatskih nadomestitve natrijevega nitrita (NaNO2) nadomešča alkil halid. V ti ozem Meer reakcije (1876) imenuje po Edmund ozem Meer  reaktant 1,1-halonitroalkane.: 

### TER Meer reakcija
V študiji, se predlaga mehanizem reakcije, pri kateri je v prvem počasnem koraku proton odvzet iz nitroalkane 1 do carbanion 2, nato protonaciji na nitronate 3 in končno nukleofilno klora, ki temelji na eksperimentalno izmerjenem vodiku, kinetičnim učinkom izotopov od 3.3.  Če je enako reaktant reagira s kalijevim hidroksidom reakcijski produkt je 1,2-dinitro dimer 

### Aromatske nitro spojine
- Zmanjšanje aromatskih nitro spojin z vodikovim plinom v platinastem katalizatorja daje anilinov. Sprememba je tvorba dimethylaminoarene z paladija na ogljiku in formaldehid: [6]

## Nitro spojina hidrogeniranje
Leimgruber-Batcho, Bartoli in Baeyer-Emmerling indol sinteze začnejo z aromatičnimi nitro spojinami.
Indigo se lahko sintetizirano kondenzacijske reakcije iz orto-nitrobenzaldehida in acetona v močno bazičnini reakciji, znani kot sinteza Baeyer-Drewson indigo
Prisotnost nitro skupin zavira elektrofilno aromatsko substitucijo pa omogoča nukleofilno aromatsko substitucijo, ker so zelo elektro privlačne.